# Симсия
Симсия (лат. Simsia) — род растений, входящий в подсемейство Астровые (Asteroideae) семейства Астровые (Asteraceae). Названа в честь британского врача и ботаника Джона Симса.

## Ботаническое описание
Многолетние или однолетние травянистые растения или полукустарники, достигающие 20—400 см в высоту. Стебли прямостоячие или приподнимающиеся. Листья расположены очерёдно или супротивно, на иногда крылатых черешках, обычно яйцевидной формы, иногда трёхдольчатые, с гладкими или зубчатыми краями, опушённые или мелкочешуйчатые с обеих сторон. Краевые цветки ложноязычковые, обычно в количестве от 5 до 21, с жёлтыми, розовыми, сиреневыми или белыми венчиками. Срединные цветки в числе 13—154, обоеполые, с чёрными или жёлтыми тычинками. Число хромосом x=17.

## Ареал
Представители рода Симсия встречаются в юго-западной части Северной Америки, а также в Центральной и Южной Америке.

## Таксономия
|  |                                      |  |                                                       |                                                       |                    |  | ещё 12 семейств (согласно Системе APG II) | ещё 12 семейств (согласно Системе APG II) |                       |  |          |  | ещё более 1130 родов | ещё более 1130 родов |  |
|  |                                      |  |                                                       |                                                       |                    |  | ещё 12 семейств (согласно Системе APG II) | ещё 12 семейств (согласно Системе APG II) |                       |  |          |  | ещё более 1130 родов | ещё более 1130 родов |  |
|  |                                      |  |                                                       | порядок Астроцветные                                  |                    |  |                                           |                                           | подсемейство Астровые |  |          |  |                      |                      |  |
|  |                                      |  |                                                       | порядок Астроцветные                                  |                    |  |                                           |                                           | подсемейство Астровые |  | 25 видов |  |                      |                      |  |
|  | отдел Цветковые, или Покрытосеменные |  |                                                       |                                                       | семейство Астровые |  |                                           |                                           | род Симсия            |  |          |  |                      |                      |  |
|  | отдел Цветковые, или Покрытосеменные |  |                                                       |                                                       |                    |  |                                           |                                           |                       |  |          |  |                      |                      |  |
|  |                                      |  | ещё 44 порядка цветковых растений (по Системе APG II) | ещё 44 порядка цветковых растений (по Системе APG II) |                    |  |                                           | ещё 11 подсемейств                        | ещё 11 подсемейств    |  |          |  |                      |                      |  |
|  |                                      |  |                                                       | ещё 44 порядка цветковых растений (по Системе APG II) |                    |  |                                           |                                           | ещё 11 подсемейств    |  |          |  |                      |                      |  |

### Синонимы
- Barrattia A.Gray & Engelm., 1846

### Список видов
- Simsia amplexicaulis (Cav.) Pers., 1807
- Simsia annectens S.F.Blake, 1917
- Simsia calva (A.Gray & Engelm.) A.Gray, 1850
- Simsia caucana Cuatrec., 1954
- Simsia chaseae (Millspaugh) S.F.Blake, 1913
- Simsia dombeyana DC., 1836
- Simsia eurylepis S.F.Blake, 1913
- Simsia foetida (Cav.) S.F.Blake, 1913
- Simsia fruticulosa (Spreng.) S.F.Blake, 1915
- Simsia ghiesbreghtii (A.Gray) S.F.Blake, 1913
- Simsia grandiflora Benth. ex Oerst., 1852
- Simsia guatemalensis H.Rob. & Brettell, 1972
- Simsia hispida (Kunth) Cass., 1829
- Simsia holwayi S.F.Blake, 1917
- Simsia jamaicensis S.F.Blake, 1913
- Simsia lagasceiformis DC., 1836
- Simsia molinae H.Rob. & Brettell, 1972
- Simsia pastoensis Triana, 1858
- Simsia sanguinea A.Gray, 1852
- Simsia santarosensis D.M.Spooner, 1990
- Simsia setosa S.F.Blake, 1913
- Simsia steyermarkii H.Rob. & Brettell, 1972
- Simsia subaristata A.Gray, 1849
- Simsia tenuis (Fernald) S.F.Blake, 1913
- Simsia villasenorii D.M.Spooner, 1990